# Круглица (Кимрский район)
Круглица — деревня в Кимрском районе Тверской области. Входит в состав Печетовского сельского поселения.

## География
Находится в юго-восточной части Тверской области на расстоянии приблизительно 38 км на север-северо-запад по прямой от районного центра города Кимры в левобережной части района.

## История
Известна была с 1678 года как владение Каина Ивановича Шишкина. В 1780-х годах здесь было 5 дворов, в 1806 — 9. В 1859 году здесь (деревня Корчевского уезда Тверской губернии) было учтено 12 дворов, в 1887 — 20.

## Население
Численность населения: 30 человек (1780-е годы), 54 (1806), 108 (1859 год), 132 (1887), 8 (русские 100 %) 2002 году, 6 в 2010.